# Jasdeep Singh
Jasdeep Singh (* 6. Oktober 1990) ist ein indischer Leichtathlet, der sich auf das Kugelstoßen spezialisiert hat.

## Sportliche Laufbahn
Erste internationale Erfahrungen sammelte Jasdeep Singh im Jahr 2008, als er bei den Juniorenasienmeisterschaften in Jakarta mit einer Weite von 18,04 m mit der 6-kg-Kugel die Bronzemedaille gewann. Damit qualifizierte er sich für die Juniorenweltmeisterschaften in Bydgoszcz, bei denen er aber mit 17,57 m den Finaleinzug verpasste. 2011 nahm er an der Sommer-Universiade in Shenzhen teil, schied aber dort mit 16,24 m in der Qualifikation aus. 2016 gewann er dann bei den Südasienspielen im heimischen Guwahati mit 17,56 m die Silbermedaille hinter seinem Landsmann Om Prakash Karhana. Im Jahr darauf belegte er bei den Asienmeisterschaften in Bhubaneswar mit 18,07 m den achten Platz.
2012 wurde Singh indischer Meister im Kugelstoßen.

## Persönliche Bestleistungen
- Kugelstoßen: 19,46 m, 2. Juni 2017 in Patiala
  - Kugelstoßen (Halle): 17,60 m, 4. März 2019 in Teheran